# Si vis amari, ama
Si vis amari, ama (Se vuoi essere amato, ama) è un'espressione proverbiale, derivata da una massima di Ecatone di Rodi, usata da Seneca nelle Lettere morali a Lucilio (libro primo, lettera nona, paragrafo 6): essa mette in rilievo l'importanza della reciprocità in qualunque forma d'amore (e in particolare nell'amicizia).
(Seneca, Epistulae morales ad Lucilium, IX, 6)
Già citato nel poema Le opere e i giorni di Esiodo, il proverbio "ama chi t'ama" fu ripreso da Francesco Petrarca nel componimento Mai non vo' più cantar com'io soleva del Canzoniere.